# Киров (монитор)
«Ки́ров» — монитор российского и советского флота типа «Шквал»; один из восьми мониторов этого типа.

## История корабля
Корабль был заложен 14 июля 1907 года на Балтийском заводе Санкт-Петербурга как бронированная речная канонерская лодка под именем «Смерч». Корабль был частями перевезён на Дальний Восток, где был собран и в июне 1909 года в посёлке Кокуй на реке Шилка спущен на воду.

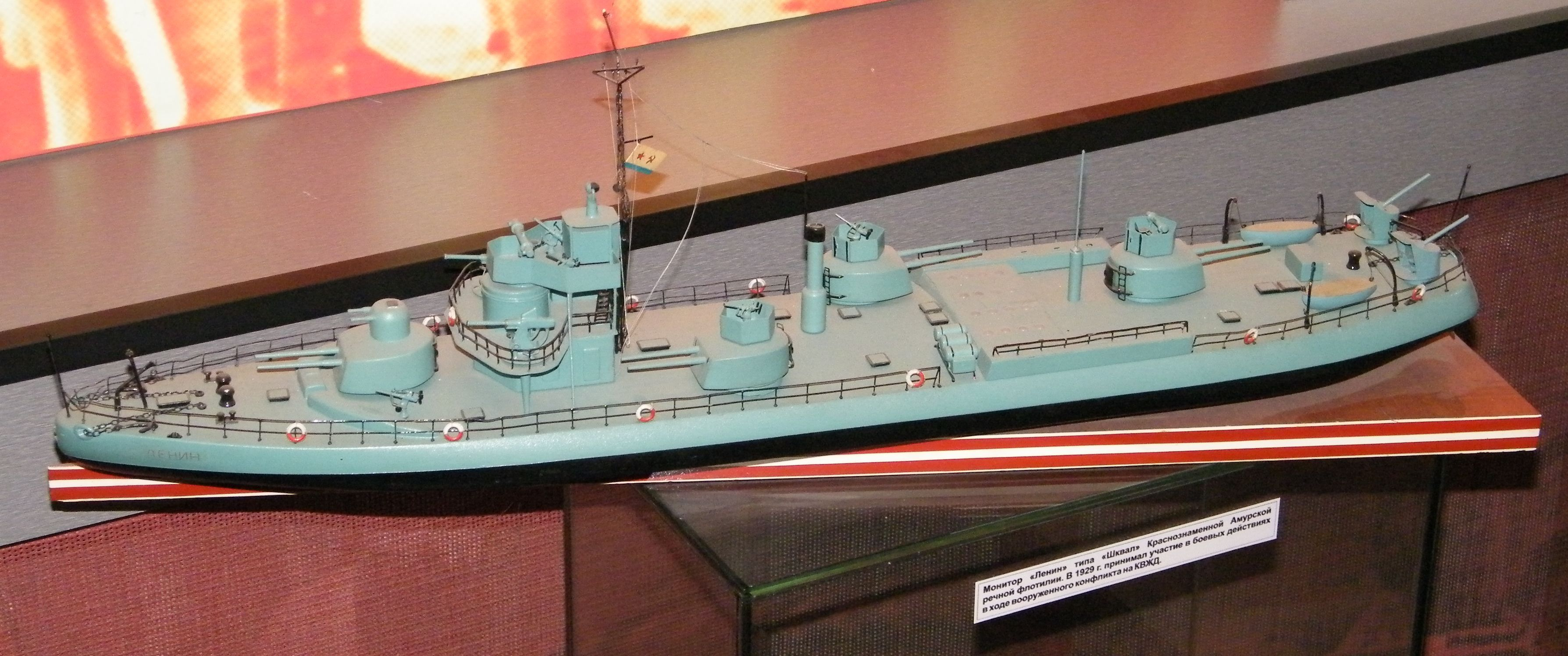
Модель монитора «Ленин» того же типа, что и «Киров»

Корабль вступил в строй 20 августа 1910 года и вошёл в состав Амурской речной флотилии.
23 декабря 1921 года в Осиповском затоне корабль был подорван экипажем из-за опасения захвата интервентами. В 1932 году корабль был восстановлен и 14 августа в качестве монитора «Триандафилов» вновь включён в состав флотилии. В 1936—1937 годах был проведён капитальный ремонт и модернизация корабля, а 2 января 1939 года корабль был переименован в «Киров».
Начало Советско-японской войны монитор встретил находясь на капитальном ремонте и в боевых действиях не участвовал.

## Вооружение
- Артиллерийские установки главного калибра: 4 × 2 130/50, боекомплект: 800 снарядов
- Артиллерийские установки зенитного калибра ближнего боя: 2 × 1 37 мм 70-К, боекомплект: 3000 снарядов и 200 в кранцах
- Зенитные пулемёты: 4 × 1 12,7 мм ДШК
- Боевые прожекторы МПЭ-э7,5.

Корабль мог принять на борт:
- три танка Т-26;
- 10 76-мм орудий 1927 года (780 кг);
- 15 45-мм орудий (425 кг);
- 5 122-мм гаубиц (1485 кг)
- войск — 350 человек.

Всё по

## Тактико-технические элементы
- Прибор управления стрельбой главного калибра схемы Гейслера, обеспечивающей прицельную наводку орудий[3].
- Дальномеры: ДМ-3, ДМ-1,5, ДМ-0,7 (открыто расположенные).
- Для противоминной защиты от 13 до 93 шпангоута — второе дно, от 22 до 93 шпангоута — бортовые переборки.
- Главная энергетическая установка — два дизеля 38-КР-8 мощностью 800 л. с. и два 38-В-8 мощностью 685 л. с. Вспомогательный котёл системы Вагнера паропроизводительностью 350 кг/ч[4].
- Движители: четыре трёхлопастных гребных винта, два электродвигателя реверса гребных валов ГП-58-12 мощностью 126 кВт.
- Запас топлива, т:

нормальный — 85
полный — 100
наибольший — 107
мазут для котла — 22
- Запас воды — 0,6 т
- Время подготовки машин к походу:

нормальное — 12 минут
экстренное — 5 минут
- Источники электроэнергии: два дизель-генератора Д-58-8 мощностью 126 кВт, два дизель-генератора ПТ мощностью 31 кВт; напряжение 110 В постоянного тока.
- Пожарные насосы: два центробежных насоса производительностью 30 т/ч при давлении 18 кг/см².
- Водоотливные средства: 12 водоструйных эжекторов производительностью 80 т/ч при давлении 18 кг/см².
- Плавсредства: катер с мотором ЗИС-5, два шестивёсельных яла.

Всё по

## Дальность плавания
- По течению со скоростью хода 11,9 узла (22 км/ч) — 5940 миль (11 000 км)[3];

## Параметры циркуляции[4]

### При скорости 18 км/ч
| Положение руля | Диаметр, м | Время разворота на 180° | Время разворота на 360° |
| -------------- | ---------- | ----------------------- | ----------------------- |
| 15 градусов    | 278        | 1 мин. 51 сек.          | 3 мин. 12 сек.          |
| 20 градусов    | 241        | 1 мин. 42 сек.          | 3 мин. 25 сек           |
| 25 градусов    | 185        | 1 мин. 35 сек.          | 3 мин. 11 сек.          |

### При скорости 23 км/ч
| Положение руля | Диаметр, м | Время разворота на 180° | Время разворота на 360° |
| -------------- | ---------- | ----------------------- | ----------------------- |
| 15 градусов    | 278        | 1 мин. 56 сек.          | 3 мин. 53 сек.          |
| 20 градусов    | 241        | 1 мин. 43 сек.          | 3 мин. 26 сек.          |
| 25 градусов    | 185        | 1 мин. 36 сек.          | 3 мин. 12 сек.          |

## Командиры
- капитан-лейтенант Потехин, Борис Николаевич (1945)[6][7]